# Riccardo Cessi
Riccardo Cessi (Dosolo, 1840 – Padova, 27 febbraio 1913) è stato un pittore italiano, attivo principalmente in Veneto.

## Biografia
Di origini mantovane, nacque a Dosolo nel 1840. Dopo aver approfondito gli studi all'Accademia di belle arti di Brera, alla fine degli anni settanta del XIX secolo si trasferisce a Rovigo, dove raggiunge l'apice della sua carriera.

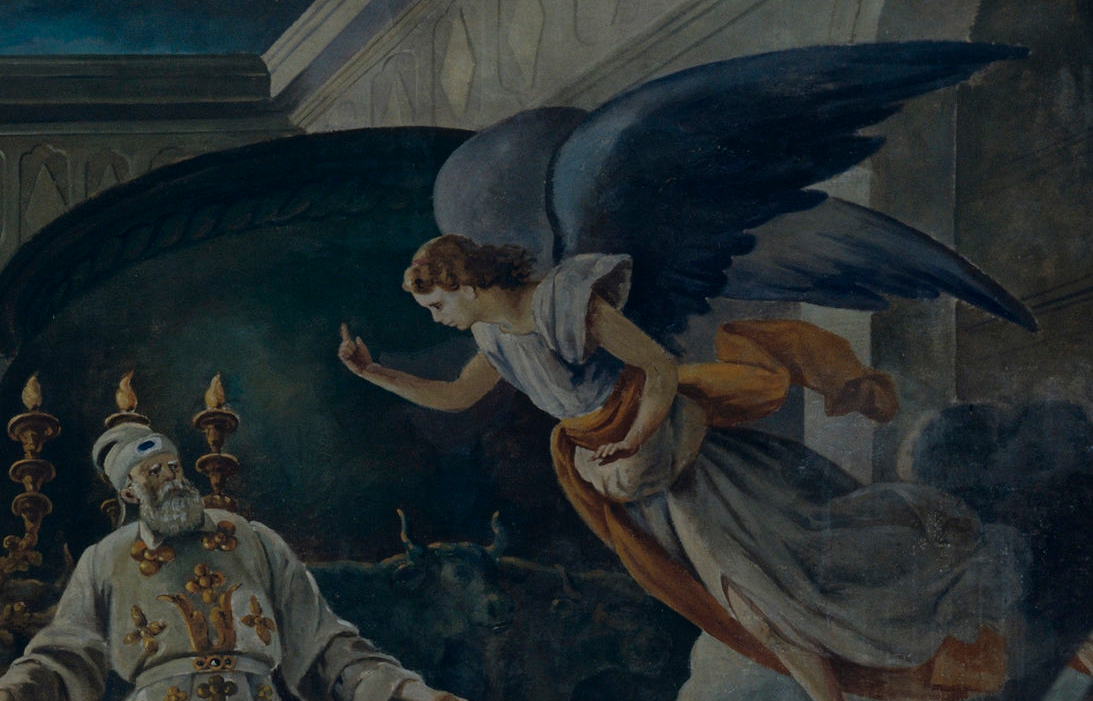
Dettaglio dell'Annuncio della nascita di San Giovanni Battista a Zaccaria, tempera su muro, 1892.

Dipinse cori e cappelle a Rovigo, realizzando nel capoluogo polesano gli affreschi, tra gli altri, della chiesa di San Michele e della chiesa di Sant'Antonio Abate (più nota in città come San Domenico). Altre opere includono gli affreschi della chiesa parrocchiale di San Giovanni Battista a Pincara, e della chiesa di San Martino, nel sestiere di Castello a Venezia. Fu anche ritrattista, e dipinse, tra gli altri, un ritratto di Alessandro Manzoni, ora appartenente ai discendenti del pittore. Portò quasi a termine un'illustrazione della Divina Commedia ad acquerello. Un altro ritratto di Manzoni, a penna, è al Liceo Manzoni di Milano. Un ritratto a penna di Ludovico Ariosto è ora al Palazzo Municipale di Ferrara.
Del suo lavoro si affermò che era capace di "combinare fedeltà illustrativa e lirismo". Ebbe soprattutto commissioni ecclesiastiche, dipingendo scene bibliche. Fu con le opere dipinte per la Chiesa che raggiunse i suoi maggiori successi, essendo in grado di combinare le sue moderne conoscenze accademiche ai classici.
Fu insegnante di disegno nella scuola normale femminile di Rovigo, di cui fu nominata prima direttrice la giovane Emma Tettoni. allieva di Carducci.
Fondò una scuola di disegno a Lendinara nel 1868, e un'altra a Polesella. Riuscì a raggruppare un gran numero di adepti, e continuò a dipingere molte chiese della zona.
La moglie Clementina Moretti diede alla luce Roberto, nato nel 1885 a Rovigo, che da adulto divenne un noto storico.
Morì a Padova il 27 febbraio 1913.

## Galleria d'immagini

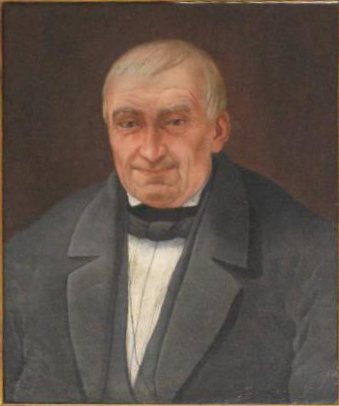
Ritratto di Pietro Montecchi (XIX secolo)
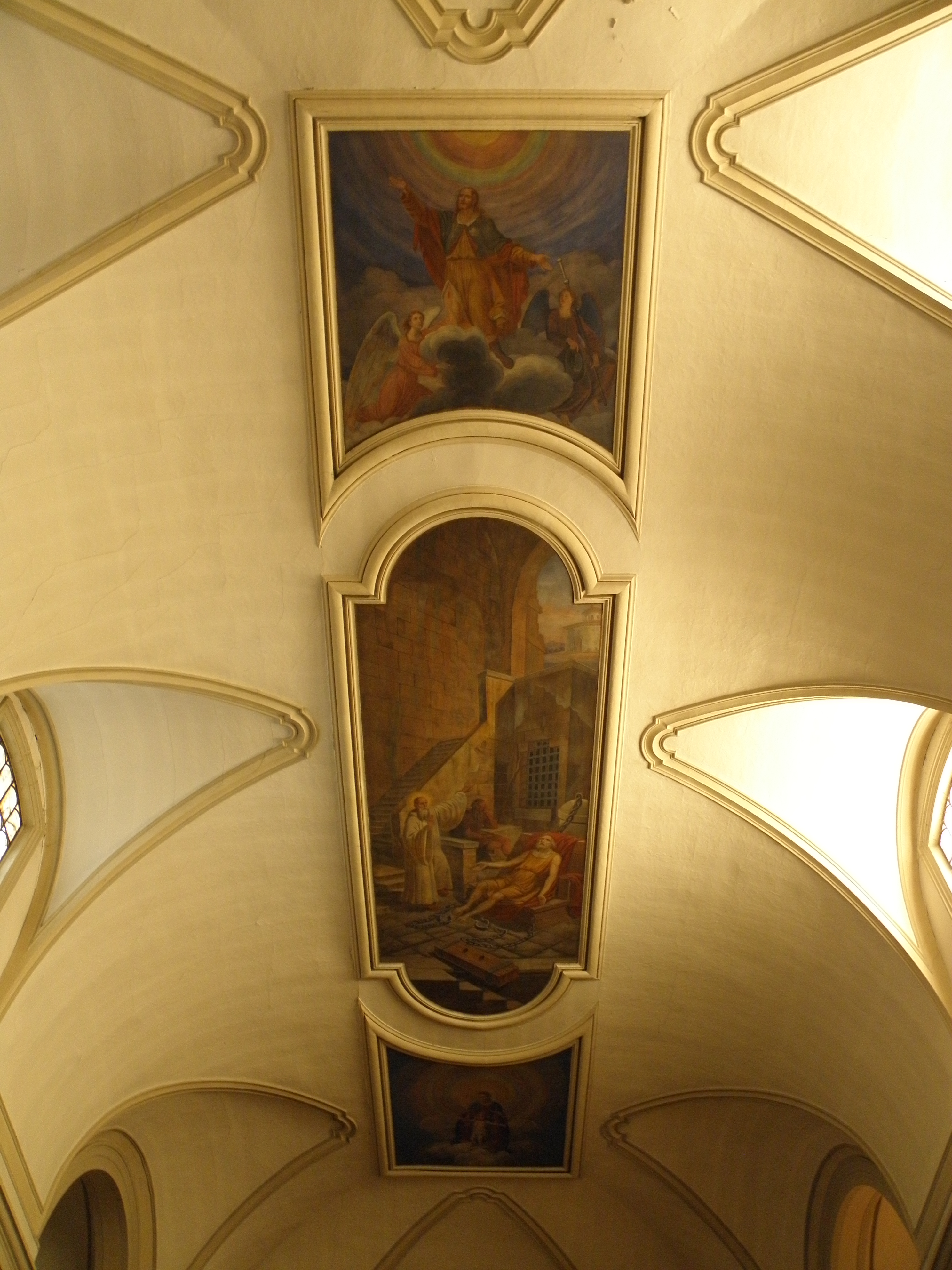
Villadose, provincia di Rovigo, soffitto della chiesa parrocchiale di San Leonardo.
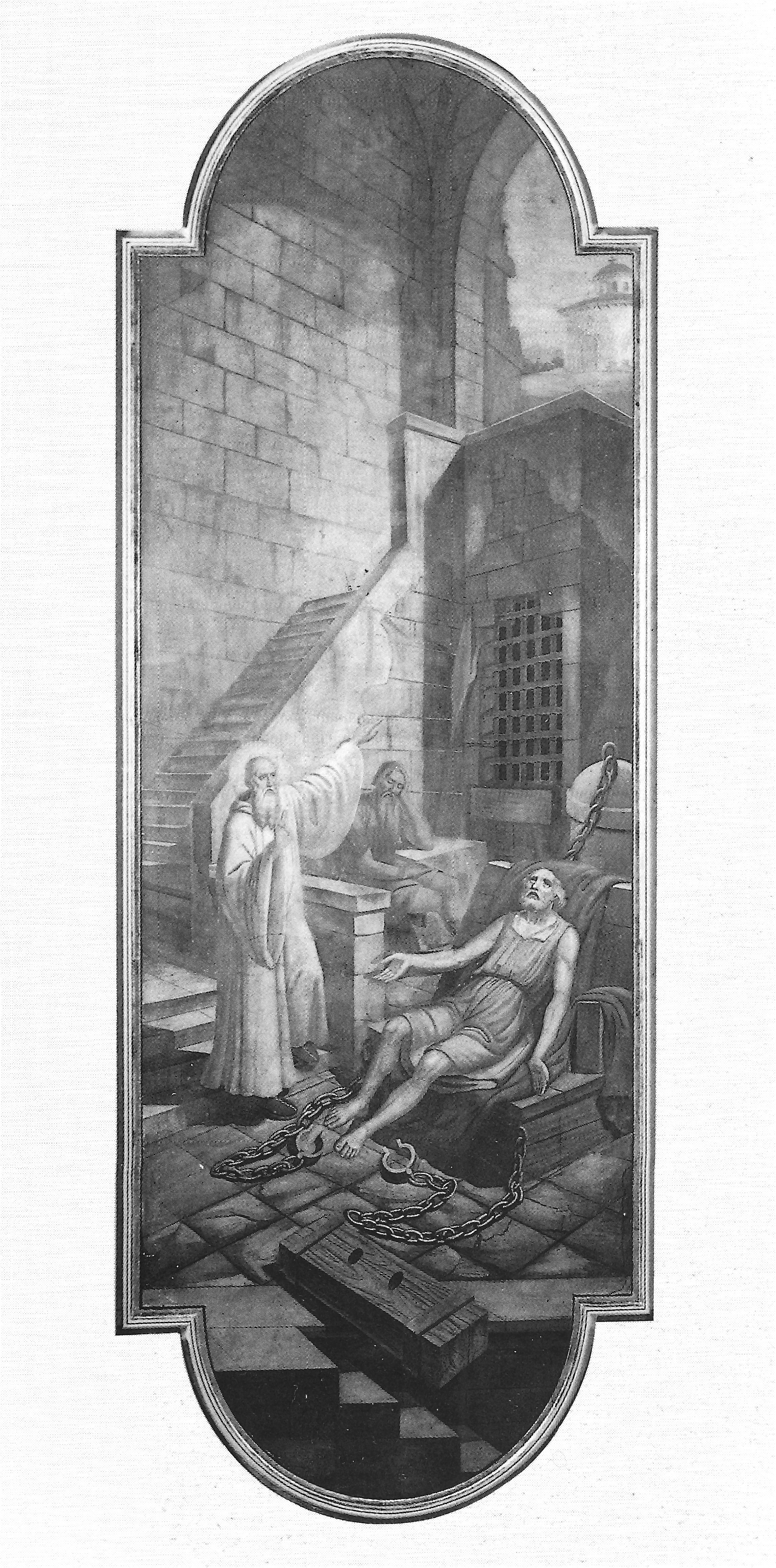
Villadose, chiesa parrocchiale di San Leonardo: dettaglio soffitto, pala centrale, Il Patrono San Leonardo libera un prigioniero, olio su tela (1880)